# Prins (metaalonderneming)

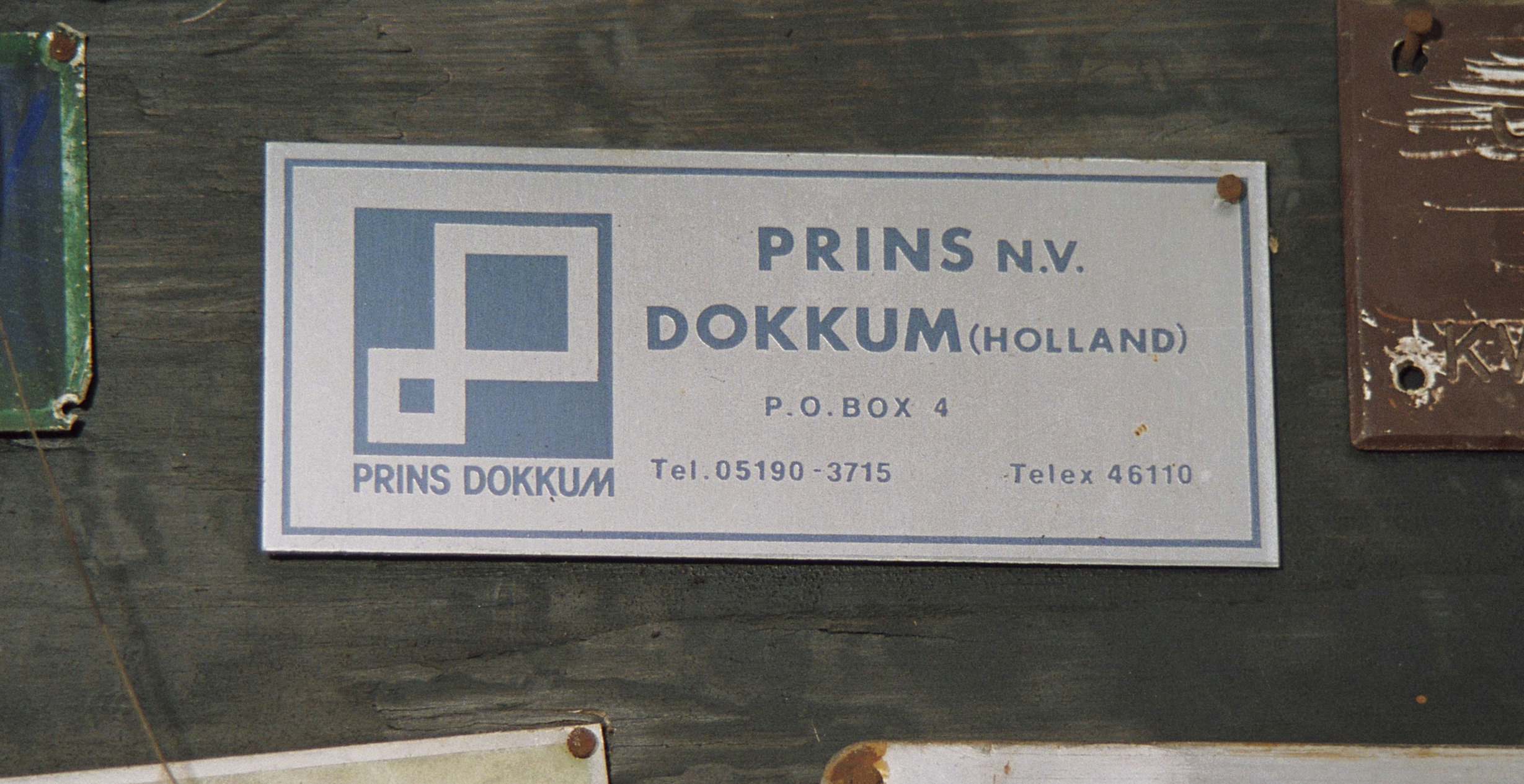

Prins is een Nederlandse producent van metaalwaren opgericht te Dokkum en tot 2013 de hoofdvestiging sindsdien te Kwintsheul en in de loop der tijd nevenvestigingen elders in Nederland.

## Begin
In oktober 1940 startte Pier Prins (Dokkum, 1920-2012) een werkplaatsje bij het ouderlijk huis dat onder zijn leiding de eerstvolgende jaren uitgroeide tot een vooraanstaande producent van land- en tuinbouwwerktuigen die ook aardig aan de weg en het boerenerf timmerde: Bij Prins is de klant Koning. Zo vervaardigde de sinds 1947 nv Prins' landbouwwerktuigen en machinefabriek rond 1950 aardappeltransporteurs en sproeimachines, gierverspreiders en luchtbandenwagens (kip/hooi en meer). De wielen hiervoor werden aanvankelijk geïmporteerd, maar Prins startte met de eigen vervaardiging en ging vervolgens ook aan derden als DAF leveren. De groei leidde tot een nieuwe fabriek in 1957 en in de jaren zestig ging deze verder.
Prins startte met de vervaardiging naast wielen van andere metaalproducten als gasflessen en verder eindproducten die bestonden uit profielen uit de eigen walserij: prefab-gebouwen en tuinbouwkassen. In 1966 kwam hiervoor een nieuwe hal van 3000 m² in gebruik, met verzinkerij. Een belangrijk product werden wegvoorzieningen als geleide- en vangrails naast geluidweringen.

## Jaren zeventig
In 1971 nam Pier Prins op persoonlijke titel de stoomketelproducent Ten Horn te Veendam over, die na enige jaren geïntegreerd werd in Prins nv. Het ging zo slecht bij Ten Horn dat de commissarissen van Prins nv ingrepen: de taak van Prins als gedelegeerd commissaris bij Ten Horn werd overgenomen door Ir. H. Oosterhuis, de president-commissaris van Prins, die de overdracht van de aandelen-Ten Horn aan de Leeuwarder BV Ducosto regelde. Het Ten Horn-avontuur kostte zowel Prins nv als Prins persoonlijk vele honderdduizenden guldens. De NOM en NPM verleenden krediet. 
Daartegenover stonden aanvankelijk behoorlijke exportsuccessen naar onder meer Oost-Europa en het Midden-Oosten. Zo verwierf het bedrijf in 1978 een opdracht voor 200 prefab-huizen in Iran. Na de Iraanse Revolutie werd de bouw hiervan halverwege gestaakt, het leidde onder meer tot een reorganisatie: van 426 werknemers eind 1979 tot 325 in 1981. Het Ministerie van EZ en de NOM kwamen in 1980 met een krediet van drie miljoen gulden.

## Jaren tachtig en verder
Beginjaren tachtig leidde de onderneming miljoenenverliezen, in 1982 volgde werktijdverkorting, in 1984 werden 50 van de 270 overgebleven arbeidsplaatsen geschrapt. Er kwam een houdstermaatschappij Prins Holding nv die vrijwel geheel in handen was van de NOM. Deze omvatte naast het ‘moederbedrijf’ brancheverwante ondernemingen als de Van den Bosch bedrijven te Bleiswijk (1989 verworven, in 1995 afgestoten) en diverse deelnemingen waaronder in kassenbedrijf Vepritec te Honselerdijk. Het personeelsaantal schommelde begin jaren negentig rond de 250. 

## 21e eeuw
In 2003 blijkt er geknoeid met de boekhouding van Prins Dokkum. 95 mensen staan op straat en 2 directieleden worden op non actief gesteld. De NOM en zittend directeur Frits Visser nemen de honneurs waar. De afdeling Velgen wordt vervolgens vanwege de aanhoudende verliezen verkocht aan Polen. Een oplossing voor de Kassenafdeling wordt eind 2006 gevonden in een samengaan met Vepritec. Directeur Geert van Veen van Vepritec neemt 27 januari 2007 8 personeelsleden over met hun knowhow. De engineering afdeling blijft in Dokkum: 8 personen verhuizen in 2008 naar het Univé gebouw in Dokkum. Maar omdat het hier te krap wordt verhuizen ze in januari 2022 terug naar het oude nest op Rondweg 35Z in de geheel  opgeknapte afdeling waar de calculatie en constructeurs vroeger ook al zaten. Ondertussen produceerden nog 50 werknemers het wegmeubilair maar de afdeling lijkt onvoldoende toegerust om de concurrentie goed aan te kunnen. Dat leidt in 2010 tot een overname door het Noorse Saferoad, aanvankelijk onder de oude bedrijfsnaam Prins Dokkum. Maar gelijktijdig met een verhuizing in mei 2014 naar Heerenveen (plaats) wijzigt Saferoad Holland de bedrijfsnaam in Saferoad Restraint Systems BV.